# Voo Philippine Airlines 443
O Voo Philippine Airlines 443 foi um voo doméstico que caiu no Monte Gurain, nas Filipinas, em 13 de dezembro de 1987. O Short 360-300 operando a rota partiu do Aeroporto Internacional de Mactan-Cebu às 6:42 hora local. O último contato de rádio foi às 7h17, horário local, quando a aeronave estava se aproximando de Iligan. Pouco depois, a aeronave caiu. Todas as 15 pessoas a bordo do avião, 11 passageiros e 4 tripulantes, foram confirmadas como mortas.